# Vickers Wellesley
El Vickers Wellesley fue un bombardero medio biplaza construido por la firma Vickers-Armstrongs Ltd. en Brooklands, Surrey, para la Real Fuerza Aérea. Si bien resultaba obsoleto al comienzo de la Segunda Guerra Mundial y no era adecuado para la guerra aérea en el teatro de operaciones europeo, el Wellesley fue operado en los teatros del desierto de África Oriental, Egipto y Oriente Medio. Fue uno de los dos aviones en llevar el nombre de Arthur Wellesley, primer Duque de Wellington, el otro fue el Wellington. Este aeroplano tiene en su haber la obtención en 1938 del récord mundial de distancia, que no sería superado hasta 1945.

## Diseño y desarrollo
El diseño se originó en la Especificación G.4/31 del Ministerio del Aire, que requería un prototipo biplano de propósitos generales, capaz de llevar a cabo bombardeo en horizontal, cooperación con el ejército, bombardeo en picado, reconocimiento, evacuación de heridos y torpedeo. El diseño del biplano Type 253 utilizaba una construcción basada en el empleo de la construcción geodésica en aleación ligera que había utilizado Barnes Wallis en el dirigible R.100, entrando en competición junto con los diseños Fairey G.4/31, Armstrong Whitworth A.W.19, Blackburn B-7, Hawker P.V.4 y Parnall G.4/31. El Type 253 fue declarado ganador y se solicitaron 150 ejemplares.
Sin embargo, paralelamente, Vickers, por iniciativa propia, diseñó y construyó un monoplano para cumplir con la misma especificación. Este prototipo fue volado por primera vez en Brooklands por el piloto de pruebas en jefe de Vickers, J. "Mutt" Summers, el 19 de junio de 1935 y, cuando fue evaluado por la RAF, la comparación del rendimiento de los dos aviones reveló que el monoplano Type 246 era muy superior al biplano Type 253. De hecho, tales eran las capacidades del monoplano que, en septiembre de 1935, el Ministerio del Aire reemplazó la orden anterior de 150 biplanos por una nueva para 96 monoplanos, redactada alrededor de la Especificación 22/35 y optimizada para el papel de bombardero medio con la carga de bombas que se transportaban en dos contenedores debajo de las alas, lo que de ese modo simplificaba la construcción. Estos aviones recibieron el nombre oficial de Vickers Type 281 Wellesley. La RAF finalmente ordenó un total de 176 ejemplares, con una producción de 14 meses a partir de marzo de 1937.
El Wellesley era un monoplano con alas de gran envergadura recubiertas de tela y una alta relación de aspecto (8,83); la característica más innovadora del Wellesley fue el uso extensivo, por primera vez, de la estructura geodésica de aleación ligera, ideada por Barnes Wallis, que le daba la máxima resistencia con un peso mínimo. El Type 287 Wellesley Mk I de producción, que entró en servicio en abril de 1937, tenía cubiertas separadas sobre las cabinas gemelas, aunque algunas aeronaves posteriores (designadas no oficialmente como Wellesley Mk II) presentaban una cubierta tipo invernadero continuo, que unía las cabinas delantera y trasera. Otra característica novedosa en estos aviones fueron los largos contenedores para bombas suspendidos de pilones debajo del ala, cada una con una capacidad de hasta 454 kg de bombas; estos contenedores también fueron utilizados durante la guerra por el 47 Squadron en Egipto, transportando un par de cargas de profundidad de 113 kg en patrullas antisubmarinas en el Mediterráneo oriental; estos aviones operaron hasta julio de 1942, cuando el escuadrón fue equipado con los Beaufort. La RAF recibió sus primeros Wellesley en abril de 1937, siendo entregados al 46 Squadron en Finningley. El avión finalmente equipó a seis escuadrones del Mando de Bombardeo de la RAF en el Reino Unido.

## Historia operacional

### Récord mundial de distancia

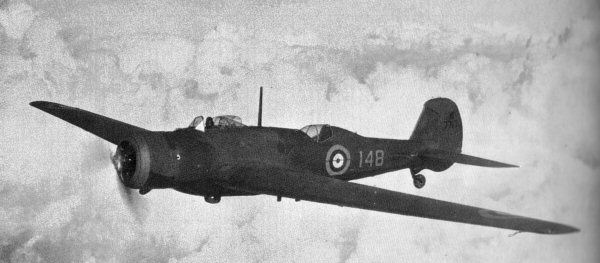
Vickers Wellesley Long Range con motor Pegasus.

Cinco aviones fueron modificados para acomodar una tripulación de tres miembros con la Long-Range Development Unit (Unidad de Desarrollo de Largo Alcance) de la RAF, basada en Upper Heyford, Oxfordshire, siendo designados como Type 292. Las modificaciones adicionales incluyeron la instalación de motores Bristol Pegasus XXII de 750 kW (1010 hp) con sobrealimentador de dos velocidades, carenados tipo NACA y acoplados a una hélice de paso variable Rotol. Se instalaron pilotos automáticos y depósitos de combustible adicionales; también se retiraron los contenedores de bombas, al igual que las armas. Para ahorrar peso adicional, no se transportaría oxígeno, restringiendo la cota de vuelo a 3000 m (10 000 pies), así como se prescindió de paracaídas y botes salvavidas. El propósito de tales preparativos era el intento de conseguir batir el récord de larga distancia con un avión monomotor de 6306 millas establecido por la Unión Soviética entre los días 12 y 14 de julio de 1937 en un Túpolev ANT-25 durante un vuelo sin escalas desde Moscú hasta San Jacinto (California). El 5 de noviembre de 1938, tres de estos aviones, bajo el mando del líder de escuadrón Richard Kellett, volaron sin escalas durante dos días desde Ismailía hasta Darwin, Australia, 7162 millas (11 526 km), estableciendo un nuevo récord mundial de distancia. Los tres aviones rompieron el récord, aunque el avión LR2 (Long Range 2) tuvo que aterrizar en Kupang, Timor Occidental, a unos 800 km del objetivo. Este récord permaneció imbatido hasta noviembre de 1945, y sigue siendo el vuelo más largo de un avión con un único motor de pistón.

### Segunda Guerra Mundial
Al estallar la Segunda Guerra Mundial, el Wellesley había sido eliminado de los escuadrones metropolitanos, quedando sólo cuatro ejemplares en Gran Bretaña, pero permanecieron en servicio con tres escuadrones con sede en Oriente Medio. Tras la declaración de guerra italiana el 10 de junio de 1940, los escuadrones de Wellesley restantes participaron en la campaña de África Oriental contra las fuerzas italianas en Eritrea, Etiopía y Somalilandia. Aunque obsoleto, el Wellesley formó una parte importante de las fuerzas de la Commonwealth, principalmente llevando a cabo incursiones contra Eritrea y el norte de Etiopía. Los Wellesley, con sede en Sudán, llevaron a cabo su primera misión de bombardeo el 11 de junio de 1940, contra Asmara; tres días después, estuvieron involucrados en su primer combate aéreo, cuando el capitano Mario Visintini (futuro as con más derribos pilotando biplanos de la Segunda Guerra Mundial), interceptó a un par de Wellesley del 14 Squadron en su camino para bombardear Massawa; Visintini, que volaba un Fiat CR.42, derribó el avión K7743, volado por el oficial piloto Reginald P. Blenner Plunkett; fue la primera de las 16 victorias acreditadas de Visintini en África Oriental.
En la primera parte de la campaña, la escolta de cazas no estaba disponible y cuando se encontraba con los Fiat CR.42, el Wellesley demostró ser vulnerable al caza biplano italiano, encajando numerosas bajas. A pesar de esto, continuó siendo enviado en misiones de bombardeo; el 18 de agosto bombardeó Adís Abeba desde Aden. El Wellesley continuó en uso sobre África Oriental hasta noviembre de 1941, cuando Gondar, la última ciudad controlada por el ejército italiano, cayó ante las fuerzas de la Commonwealth y etíopes. La última unidad equipada con Wellesley, el 47 Squadron, fue más tarde dedicado en tareas de reconocimiento marítimo sobre el Mar Rojo, continuando en este cometido hasta septiembre de 1942. En febrero de 1940, tres Wellesley (K7728, K7735 y K8531) se vendieron a Egipto para servir en la Real Fuerza Aérea de Egipto.

## Variantes
Type 281 Wellesley
Primeros ejemplares de producción; motor Bristol Pegasus X; 96 construidos.
Type 287 Wellesley Mk.I
Segunda serie de producción, cubiertas separadas para las cabinas de piloto y artillero; motor Bristol Pegasus XX de 835 hp. 80 construidos.
Wellesley Mk.II
Designación no oficial utilizada para ejemplares con un dosel extendido que cubre piloto y navegante\bombardero.
Type 289
Bancada de pruebas del motor radial de 14 cilindros en dos filas Bristol Hercules HE15.
Type 291
Modelo para entrenamiento de vuelo sin visibilidad.
Type 292
Cinco aviones modificados para vuelos de larga distancia para la Long-Range Development Unit (Unidad de Desarrollo de Largo Alcance).
Type 294
Prototipo con ala reforzada para cortar cables de globos de barrera.
Type 402
Triplaza experimental.

## Operadores
Reino Unido
- Real Fuerza Aérea

 Sudáfrica
- Fuerza Aérea Sudafricana

## Especificaciones (Wellesley Mk.I)
Referencia datos: Enciclopedia Ilustrada de la Aviación, Vol. 12 pág 3054, Ed. Delta, Barcelona 1982 ISBN 84-7598-020-1

### Características generales
- Tripulación: Tres (piloto, bombardero y artillero)
- Longitud: 12 m (39,2 ft)
- Envergadura: 22,7 m (74,6 ft)
- Altura: 3,8 m (12,3 ft)
- Superficie alar: 58,5 m² (630 ft²)
- Peso vacío: 2890 kg (6369,6 lb)
- Peso máximo al despegue: 5040 kg (11 108,2 lb)
- Planta motriz: motor radial de nueve cilindros refrigerado por aire Bristol Pegasus XX.
  - Potencia: 605 kW (834 HP; 823 CV) cada uno.
- Hélices: Rotol tripala de paso variable

### Rendimiento
- Velocidad máxima operativa (Vno): 367 km/h (228 MPH; 198 kt) a 6 000 m
- Velocidad crucero (Vc): 290 km/h (180 MPH; 157 kt)
- Alcance: 1960 km (1058 nmi; 1218 mi)
- Techo de vuelo: 7800 m (25 591 ft)
- Tiempo a altitud: 17,8 min para 4 600 m (15 000 pies)

### Armamento
- Ametralladoras: 

  - 1x Vickers de 7,7 mm fija (ala derecha)
  - 1x Vickers K de 7,7 mm flexible (cabina trasera)
- Puntos de anclaje: 2 contenedores con una capacidad de 455 kg, para cargar una combinación de:  
  - Bombas: 910 kg
  - Otros: 2 cargas de profundidad

## Aeronaves relacionadas

### Desarrollos relacionados
- Vickers Wellington

### Aeronaves similares
- Heinkel He 70
- Vultee V-11
- Breda Ba.65
- Fairey Battle

### Secuencias de designación
- Secuencia Numérica (interna de Vickers): ← 241 - 244 - 245 - 246 - 249 - 250 - 252 -- 271 - 277 - 279 - 281 - 283 - 284 - 285 - 286 - 287 - 289 - 290 - 291 - 292 - 293 - 294 - 295 - 296 - 298 - 299 - 400 - 401 - 402 - 403 - 405 - 406-410 →